# UAE Tour 2020
UAE Tour 2020 var den andra upplagan av det emiratiska etapploppet UAE Tour. Cykelloppets fem etapper kördes mellan den 23 och 27 februari 2020. De två sista etapperna blev inställda på grund av covid-19-pandemin. Loppet var en del av UCI World Tour 2020.
Adam Yates från cykelstallet Mitchelton–Scott ledde totaltävlingen efter den 5:e etappen och blev utsedd till vinnare.

## Deltagande lag
| WorldTeams (18)- AG2R La Mondiale - Astana - Bahrain McLaren - Bora-Hansgrohe - CCC Team - Cofidis - Deceuninck-Quick Step - Groupama-FDJ - Israel Start-Up Nation - Lotto Soudal - Mitchelton-Scott - Movistar Team - NTT Pro Cycling - Ineos - Jumbo-Visma - Team Sunweb - Trek-Segafredo - UAE Team Emirates ProTeams (2)- Gazprom-RusVelo - Vini Zabù-KTM |
| |

## Etapper
| Etapp | Datum  | Start – mål                         | type        | Distans (km) | Etappvinnare      | Totalledare      |
| ----- | ------ | ----------------------------------- | ----------- | ------------ | ----------------- | ---------------- |
| 1     | 23 feb | Palm Jumeirah – Dubai Silicon Oasis | Flack etapp | 148          | Pascal Ackermann  | Pascal Ackermann |
| 2     | 24 feb | Hatta – Hatta Dam                   |             | 168          | Caleb Ewan        | Caleb Ewan       |
| 3     | 25 feb | Al Qudra Lake – Jabal Ḩafīt         | Bergsetapp  | 184          | Adam Yates        | Adam Yates       |
| 4     | 26 feb | Zabeel Park – Dubai                 | Flack etapp | 173          | Dylan Groenewegen | Adam Yates       |
| 5     | 27 feb | al-Ayn – Jabal Ḩafīt                | Bergsetapp  | 162          | Tadej Pogačar     | Adam Yates       |
| 6     | 28 feb | Ar Ruways – Al Mirfa                | Flack etapp | 158          | etappen inställd  | etappen inställd |
| 7     | 29 feb | Al Maryah Island – Abu Dhabi        | Flack etapp | 127          | etappen inställd  | etappen inställd |

### 1:a etappen
| Palm Jumeirah - Dubai Silicon Oasis | Flack etapp | (148 km) |

| \| Placeringar i etappen \| Placeringar i etappen \| Placeringar i etappen \| Placeringar i etappen \| Placeringar i etappen \| \| Cyklist \| Cyklist \| Lag \| Tid \| \| \| --------------------- \| --------------------- \| ---------------------- \| --------------------- \| --------------------- \| \| 1. \| Pascal Ackermann \| Bora-Hansgrohe \| 3t 29' 19" \| \| \| 2. \| Caleb Ewan \| Lotto-Soudal \| + 0" \| \| \| 3. \| Rudy Barbier \| Israel Start-Up Nation \| + 0" \| \| \| 4. \| Dylan Groenewegen \| Jumbo-Visma \| + 0" \| \| \| 5. \| Luka Mezgec \| Mitchelton-Scott \| + 0" \| \| \| 6. \| Alberto Dainese \| Team Sunweb \| + 0" \| \| \| 7. \| Jakub Mareczko \| CCC Team \| + 0" \| \| \| 8. \| Max Walscheid \| NTT Pro Cycling \| + 0" \| \| \| 9. \| José Joaquín Rojas \| Movistar Team \| + 0" \| \| \| 10. \| Andrea Vendrame \| AG2R La Mondiale \| + 0" \| \| |                    |                        |            |
| |                    |                        |            |
| Källa: ProCyclingStats |                    |                        |            |
| Placeringar i etappen |                    |                        |            |
| Cyklist | Cyklist            | Lag                    | Tid        |
| 1. | Pascal Ackermann   | Bora-Hansgrohe         | 3t 29' 19" |
| 2. | Caleb Ewan         | Lotto-Soudal           | + 0"       |
| 3. | Rudy Barbier       | Israel Start-Up Nation | + 0"       |
| 4. | Dylan Groenewegen  | Jumbo-Visma            | + 0"       |
| 5. | Luka Mezgec        | Mitchelton-Scott       | + 0"       |
| 6. | Alberto Dainese    | Team Sunweb            | + 0"       |
| 7. | Jakub Mareczko     | CCC Team               | + 0"       |
| 8. | Max Walscheid      | NTT Pro Cycling        | + 0"       |
| 9. | José Joaquín Rojas | Movistar Team          | + 0"       |
| 10. | Andrea Vendrame    | AG2R La Mondiale       | + 0"       |

| \| Totaltävlingen \| Totaltävlingen \| Totaltävlingen \| Totaltävlingen \| Totaltävlingen \| \| Cyklist \| Cyklist \| Lag \| Tid \| \| \| -------------- \| ------------------ \| ---------------------- \| -------------- \| -------------- \| \| 1. \| Pascal Ackermann \| Bora-Hansgrohe \| 3t 29' 19" \| \| \| 2. \| Caleb Ewan \| Lotto-Soudal \| + 4" \| \| \| 3. \| Veljko Stojnić \| Vini Zabù-KTM \| + 5" \| \| \| 4. \| Rudy Barbier \| Israel Start-Up Nation \| + 6" \| \| \| 5. \| Leonardo Tortomasi \| Vini Zabù-KTM \| + 6" \| \| \| 6. \| Nicolai Cherkasov \| Gazprom-RusVelo \| + 7" \| \| \| 7. \| Dylan Groenewegen \| Jumbo-Visma \| + 10" \| \| \| 8. \| Luka Mezgec \| Mitchelton-Scott \| + 10" \| \| \| 9. \| Alberto Dainese \| Team Sunweb \| + 10" \| \| \| 10. \| Jakub Mareczko \| CCC Team \| + 10" \| \| |                    |                        |            |
| |                    |                        |            |
| Källa: ProCyclingStats |                    |                        |            |
| Totaltävlingen |                    |                        |            |
| Cyklist | Cyklist            | Lag                    | Tid        |
| 1. | Pascal Ackermann   | Bora-Hansgrohe         | 3t 29' 19" |
| 2. | Caleb Ewan         | Lotto-Soudal           | + 4"       |
| 3. | Veljko Stojnić     | Vini Zabù-KTM          | + 5"       |
| 4. | Rudy Barbier       | Israel Start-Up Nation | + 6"       |
| 5. | Leonardo Tortomasi | Vini Zabù-KTM          | + 6"       |
| 6. | Nicolai Cherkasov  | Gazprom-RusVelo        | + 7"       |
| 7. | Dylan Groenewegen  | Jumbo-Visma            | + 10"      |
| 8. | Luka Mezgec        | Mitchelton-Scott       | + 10"      |
| 9. | Alberto Dainese    | Team Sunweb            | + 10"      |
| 10. | Jakub Mareczko     | CCC Team               | + 10"      |

### 2:a etappen
| Hatta - Hatta Dam |  | (168 km) |

| \| Placeringar i etappen \| Placeringar i etappen \| Placeringar i etappen \| Placeringar i etappen \| Placeringar i etappen \| \| Cyklist \| Cyklist \| Lag \| Tid \| \| \| --------------------- \| --------------------- \| ---------------------- \| --------------------- \| --------------------- \| \| 1. \| Caleb Ewan \| Lotto-Soudal \| 4t 18' 16" \| \| \| 2. \| Sam Bennett \| Deceuninck-Quick Step \| + 2" \| \| \| 3. \| Arnaud Démare \| Groupama-FDJ \| + 4" \| \| \| 4. \| Diego Ulissi \| UAE Team Emirates \| + 4" \| \| \| 5. \| Rick Zabel \| Israel Start-Up Nation \| + 4" \| \| \| 6. \| Andrea Vendrame \| AG2R La Mondiale \| + 4" \| \| \| 7. \| Luka Mezgec \| Mitchelton-Scott \| + 4" \| \| \| 8. \| Adam Yates \| Mitchelton-Scott \| + 4" \| \| \| 9. \| Tadej Pogačar \| UAE Team Emirates \| + 4" \| \| \| 10. \| David Gaudu \| Groupama-FDJ \| + 4" \| \| |                 |                        |            |
| |                 |                        |            |
| Källa: ProCyclingStats |                 |                        |            |
| Placeringar i etappen |                 |                        |            |
| Cyklist | Cyklist         | Lag                    | Tid        |
| 1. | Caleb Ewan      | Lotto-Soudal           | 4t 18' 16" |
| 2. | Sam Bennett     | Deceuninck-Quick Step  | + 2"       |
| 3. | Arnaud Démare   | Groupama-FDJ           | + 4"       |
| 4. | Diego Ulissi    | UAE Team Emirates      | + 4"       |
| 5. | Rick Zabel      | Israel Start-Up Nation | + 4"       |
| 6. | Andrea Vendrame | AG2R La Mondiale       | + 4"       |
| 7. | Luka Mezgec     | Mitchelton-Scott       | + 4"       |
| 8. | Adam Yates      | Mitchelton-Scott       | + 4"       |
| 9. | Tadej Pogačar   | UAE Team Emirates      | + 4"       |
| 10. | David Gaudu     | Groupama-FDJ           | + 4"       |

| \| Totaltävlingen \| Totaltävlingen \| Totaltävlingen \| Totaltävlingen \| Totaltävlingen \| \| Cyklist \| Cyklist \| Lag \| Tid \| \| \| -------------- \| ----------------- \| ---------------------- \| -------------- \| -------------- \| \| 1. \| Caleb Ewan \| Lotto-Soudal \| 7t 47' 19" \| \| \| 2. \| Sam Bennett \| Deceuninck-Quick Step \| + 12" \| \| \| 3. \| Arnaud Démare \| Groupama-FDJ \| + 16" \| \| \| 4. \| Nicolai Cherkasov \| Gazprom-RusVelo \| + 17" \| \| \| 5. \| Alexej Lutsenko \| Astana \| + 19" \| \| \| 6. \| Luka Mezgec \| Mitchelton-Scott \| + 20" \| \| \| 7. \| Andrea Vendrame \| AG2R La Mondiale \| + 20" \| \| \| 8. \| Rick Zabel \| Israel Start-Up Nation \| + 20" \| \| \| 9. \| Wilco Kelderman \| Team Sunweb \| + 20" \| \| \| 10. \| David Gaudu \| Groupama-FDJ \| + 20" \| \| |                   |                        |            |
| |                   |                        |            |
| Källa: ProCyclingStats |                   |                        |            |
| Totaltävlingen |                   |                        |            |
| Cyklist | Cyklist           | Lag                    | Tid        |
| 1. | Caleb Ewan        | Lotto-Soudal           | 7t 47' 19" |
| 2. | Sam Bennett       | Deceuninck-Quick Step  | + 12"      |
| 3. | Arnaud Démare     | Groupama-FDJ           | + 16"      |
| 4. | Nicolai Cherkasov | Gazprom-RusVelo        | + 17"      |
| 5. | Alexej Lutsenko   | Astana                 | + 19"      |
| 6. | Luka Mezgec       | Mitchelton-Scott       | + 20"      |
| 7. | Andrea Vendrame   | AG2R La Mondiale       | + 20"      |
| 8. | Rick Zabel        | Israel Start-Up Nation | + 20"      |
| 9. | Wilco Kelderman   | Team Sunweb            | + 20"      |
| 10. | David Gaudu       | Groupama-FDJ           | + 20"      |

### 3:e etappen
| Al Qudra Lake - Jabal Ḩafīt | Bergsetapp | (184 km) |

| \| Placeringar i etappen \| Placeringar i etappen \| Placeringar i etappen \| Placeringar i etappen \| Placeringar i etappen \| \| Cyklist \| Cyklist \| Lag \| Tid \| \| \| --------------------- \| --------------------- \| --------------------- \| --------------------- \| --------------------- \| \| 1. \| Adam Yates \| Mitchelton-Scott \| 4t 42' 33" \| \| \| 2. \| Tadej Pogačar \| UAE Team Emirates \| + 1' 03" \| \| \| 3. \| Alexej Lutsenko \| Astana \| + 1' 30" \| \| \| 4. \| David Gaudu \| Groupama-FDJ \| + 1' 30" \| \| \| 5. \| Rafał Majka \| Bora-Hansgrohe \| + 1' 30" \| \| \| 6. \| Diego Ulissi \| UAE Team Emirates \| + 1' 56" \| \| \| 7. \| Patrick Konrad \| Bora-Hansgrohe \| + 1' 56" \| \| \| 8. \| Gorka Izagirre \| Astana \| + 1' 56" \| \| \| 9. \| Jesús Herrada \| Cofidis \| + 1' 56" \| \| \| 10. \| Edward Dunbar \| Team Ineos \| + 1' 56" \| \| |                 |                   |            |
| |                 |                   |            |
| Källa: ProCyclingStats |                 |                   |            |
| Placeringar i etappen |                 |                   |            |
| Cyklist | Cyklist         | Lag               | Tid        |
| 1. | Adam Yates      | Mitchelton-Scott  | 4t 42' 33" |
| 2. | Tadej Pogačar   | UAE Team Emirates | + 1' 03"   |
| 3. | Alexej Lutsenko | Astana            | + 1' 30"   |
| 4. | David Gaudu     | Groupama-FDJ      | + 1' 30"   |
| 5. | Rafał Majka     | Bora-Hansgrohe    | + 1' 30"   |
| 6. | Diego Ulissi    | UAE Team Emirates | + 1' 56"   |
| 7. | Patrick Konrad  | Bora-Hansgrohe    | + 1' 56"   |
| 8. | Gorka Izagirre  | Astana            | + 1' 56"   |
| 9. | Jesús Herrada   | Cofidis           | + 1' 56"   |
| 10. | Edward Dunbar   | Team Ineos        | + 1' 56"   |

| \| Totaltävlingen \| Totaltävlingen \| Totaltävlingen \| Totaltävlingen \| Totaltävlingen \| \| Cyklist \| Cyklist \| Lag \| Tid \| \| \| -------------- \| --------------- \| ----------------- \| -------------- \| -------------- \| \| 1. \| Adam Yates \| Mitchelton-Scott \| 12t 30' 02" \| \| \| 2. \| Tadej Pogačar \| UAE Team Emirates \| + 1' 07" \| \| \| 3. \| Alexej Lutsenko \| Astana \| + 1' 35" \| \| \| 4. \| David Gaudu \| Groupama-FDJ \| + 1' 40" \| \| \| 5. \| Rafał Majka \| Bora-Hansgrohe \| + 1' 40" \| \| \| 6. \| Wilco Kelderman \| Team Sunweb \| + 2' 06" \| \| \| 7. \| Diego Ulissi \| UAE Team Emirates \| + 2' 06" \| \| \| 8. \| Patrick Konrad \| Bora-Hansgrohe \| + 2' 06" \| \| \| 9. \| Jesús Herrada \| Cofidis \| + 2' 06" \| \| \| 10. \| Edward Dunbar \| Team Ineos \| + 2' 06" \| \| |                 |                   |             |
| |                 |                   |             |
| Källa: ProCyclingStats |                 |                   |             |
| Totaltävlingen |                 |                   |             |
| Cyklist | Cyklist         | Lag               | Tid         |
| 1. | Adam Yates      | Mitchelton-Scott  | 12t 30' 02" |
| 2. | Tadej Pogačar   | UAE Team Emirates | + 1' 07"    |
| 3. | Alexej Lutsenko | Astana            | + 1' 35"    |
| 4. | David Gaudu     | Groupama-FDJ      | + 1' 40"    |
| 5. | Rafał Majka     | Bora-Hansgrohe    | + 1' 40"    |
| 6. | Wilco Kelderman | Team Sunweb       | + 2' 06"    |
| 7. | Diego Ulissi    | UAE Team Emirates | + 2' 06"    |
| 8. | Patrick Konrad  | Bora-Hansgrohe    | + 2' 06"    |
| 9. | Jesús Herrada   | Cofidis           | + 2' 06"    |
| 10. | Edward Dunbar   | Team Ineos        | + 2' 06"    |

### 4:e etappen
| Zabeel Park - Dubai | Flack etapp | (173 km) |

| \| Placeringar i etappen \| Placeringar i etappen \| Placeringar i etappen \| Placeringar i etappen \| Placeringar i etappen \| \| Cyklist \| Cyklist \| Lag \| Tid \| \| \| --------------------- \| --------------------- \| ---------------------- \| --------------------- \| --------------------- \| \| 1. \| Dylan Groenewegen \| Jumbo-Visma \| 4t 16' 13" \| \| \| 2. \| Fernando Gaviria \| UAE Team Emirates \| + 0" \| \| \| 3. \| Pascal Ackermann \| Bora-Hansgrohe \| + 0" \| \| \| 4. \| Sam Bennett \| Deceuninck-Quick Step \| + 0" \| \| \| 5. \| Caleb Ewan \| Lotto-Soudal \| + 0" \| \| \| 6. \| Kaden Groves \| Mitchelton-Scott \| + 0" \| \| \| 7. \| Jakub Mareczko \| CCC Team \| + 0" \| \| \| 8. \| Attilio Viviani \| Cofidis \| + 0" \| \| \| 9. \| Rudy Barbier \| Israel Start-Up Nation \| + 0" \| \| \| 10. \| Max Walscheid \| NTT Pro Cycling \| + 0" \| \| |                   |                        |            |
| |                   |                        |            |
| Källa: ProCyclingStats |                   |                        |            |
| Placeringar i etappen |                   |                        |            |
| Cyklist | Cyklist           | Lag                    | Tid        |
| 1. | Dylan Groenewegen | Jumbo-Visma            | 4t 16' 13" |
| 2. | Fernando Gaviria  | UAE Team Emirates      | + 0"       |
| 3. | Pascal Ackermann  | Bora-Hansgrohe         | + 0"       |
| 4. | Sam Bennett       | Deceuninck-Quick Step  | + 0"       |
| 5. | Caleb Ewan        | Lotto-Soudal           | + 0"       |
| 6. | Kaden Groves      | Mitchelton-Scott       | + 0"       |
| 7. | Jakub Mareczko    | CCC Team               | + 0"       |
| 8. | Attilio Viviani   | Cofidis                | + 0"       |
| 9. | Rudy Barbier      | Israel Start-Up Nation | + 0"       |
| 10. | Max Walscheid     | NTT Pro Cycling        | + 0"       |

| \| Totaltävlingen \| Totaltävlingen \| Totaltävlingen \| Totaltävlingen \| Totaltävlingen \| \| Cyklist \| Cyklist \| Lag \| Tid \| \| \| -------------- \| --------------- \| ----------------- \| -------------- \| -------------- \| \| 1. \| Adam Yates \| Mitchelton-Scott \| 16t 46' 15" \| \| \| 2. \| Tadej Pogačar \| UAE Team Emirates \| + 1' 07" \| \| \| 3. \| Alexej Lutsenko \| Astana \| + 1' 35" \| \| \| 4. \| David Gaudu \| Groupama-FDJ \| + 1' 40" \| \| \| 5. \| Rafał Majka \| Bora-Hansgrohe \| + 1' 40" \| \| \| 6. \| Jesús Herrada \| Cofidis \| + 2' 05" \| \| \| 7. \| Wilco Kelderman \| Team Sunweb \| + 2' 06" \| \| \| 8. \| Diego Ulissi \| UAE Team Emirates \| + 2' 06" \| \| \| 9. \| Patrick Konrad \| Bora-Hansgrohe \| + 2' 06" \| \| \| 10. \| Edward Dunbar \| Team Ineos \| + 2' 06" \| \| |                 |                   |             |
| |                 |                   |             |
| Källa: ProCyclingStats |                 |                   |             |
| Totaltävlingen |                 |                   |             |
| Cyklist | Cyklist         | Lag               | Tid         |
| 1. | Adam Yates      | Mitchelton-Scott  | 16t 46' 15" |
| 2. | Tadej Pogačar   | UAE Team Emirates | + 1' 07"    |
| 3. | Alexej Lutsenko | Astana            | + 1' 35"    |
| 4. | David Gaudu     | Groupama-FDJ      | + 1' 40"    |
| 5. | Rafał Majka     | Bora-Hansgrohe    | + 1' 40"    |
| 6. | Jesús Herrada   | Cofidis           | + 2' 05"    |
| 7. | Wilco Kelderman | Team Sunweb       | + 2' 06"    |
| 8. | Diego Ulissi    | UAE Team Emirates | + 2' 06"    |
| 9. | Patrick Konrad  | Bora-Hansgrohe    | + 2' 06"    |
| 10. | Edward Dunbar   | Team Ineos        | + 2' 06"    |

### 5:e etappen
| al-Ayn - Jabal Ḩafīt | Bergsetapp | (162 km) |

| \| Placeringar i etappen \| Placeringar i etappen \| Placeringar i etappen \| Placeringar i etappen \| Placeringar i etappen \| \| Cyklist \| Cyklist \| Lag \| Tid \| \| \| --------------------- \| --------------------- \| --------------------- \| --------------------- \| --------------------- \| \| 1. \| Tadej Pogačar \| UAE Team Emirates \| 3t 48' 53" \| \| \| 2. \| Alexej Lutsenko \| Astana \| + 0" \| \| \| 3. \| Adam Yates \| Mitchelton-Scott \| + 0" \| \| \| 4. \| David Gaudu \| Groupama-FDJ \| + 4" \| \| \| 5. \| İlnur Zäkärin \| CCC Team \| + 7" \| \| \| 6. \| Davide Formolo \| UAE Team Emirates \| + 23" \| \| \| 7. \| Alejandro Valverde \| Movistar Team \| + 23" \| \| \| 8. \| Wilco Kelderman \| Team Sunweb \| + 24" \| \| \| 9. \| Víctor de la Parte \| CCC Team \| + 24" \| \| \| 10. \| Rafał Majka \| Bora-Hansgrohe \| + 27" \| \| |                    |                   |            |
| |                    |                   |            |
| Källa: ProCyclingStats |                    |                   |            |
| Placeringar i etappen |                    |                   |            |
| Cyklist | Cyklist            | Lag               | Tid        |
| 1. | Tadej Pogačar      | UAE Team Emirates | 3t 48' 53" |
| 2. | Alexej Lutsenko    | Astana            | + 0"       |
| 3. | Adam Yates         | Mitchelton-Scott  | + 0"       |
| 4. | David Gaudu        | Groupama-FDJ      | + 4"       |
| 5. | İlnur Zäkärin      | CCC Team          | + 7"       |
| 6. | Davide Formolo     | UAE Team Emirates | + 23"      |
| 7. | Alejandro Valverde | Movistar Team     | + 23"      |
| 8. | Wilco Kelderman    | Team Sunweb       | + 24"      |
| 9. | Víctor de la Parte | CCC Team          | + 24"      |
| 10. | Rafał Majka        | Bora-Hansgrohe    | + 27"      |

| \| Totaltävlingen \| Totaltävlingen \| Totaltävlingen \| Totaltävlingen \| Totaltävlingen \| \| Cyklist \| Cyklist \| Lag \| Tid \| \| \| -------------- \| ------------------ \| ----------------- \| -------------- \| -------------- \| \| 1. \| Adam Yates \| Mitchelton-Scott \| 20t 35' 04" \| \| \| 2. \| Tadej Pogačar \| UAE Team Emirates \| + 1' 01" \| \| \| 3. \| Alexej Lutsenko \| Astana \| + 1' 33" \| \| \| 4. \| David Gaudu \| Groupama-FDJ \| + 1' 48" \| \| \| 5. \| Rafał Majka \| Bora-Hansgrohe \| + 2' 11" \| \| \| 6. \| Wilco Kelderman \| Team Sunweb \| + 2' 34" \| \| \| 7. \| İlnur Zäkärin \| CCC Team \| + 2' 34" \| \| \| 8. \| Davide Formolo \| UAE Team Emirates \| + 2' 39" \| \| \| 9. \| Diego Ulissi \| UAE Team Emirates \| + 2' 47" \| \| \| 10. \| Víctor de la Parte \| CCC Team \| + 2' 51" \| \| |                    |                   |             |
| |                    |                   |             |
| Källa: ProCyclingStats |                    |                   |             |
| Totaltävlingen |                    |                   |             |
| Cyklist | Cyklist            | Lag               | Tid         |
| 1. | Adam Yates         | Mitchelton-Scott  | 20t 35' 04" |
| 2. | Tadej Pogačar      | UAE Team Emirates | + 1' 01"    |
| 3. | Alexej Lutsenko    | Astana            | + 1' 33"    |
| 4. | David Gaudu        | Groupama-FDJ      | + 1' 48"    |
| 5. | Rafał Majka        | Bora-Hansgrohe    | + 2' 11"    |
| 6. | Wilco Kelderman    | Team Sunweb       | + 2' 34"    |
| 7. | İlnur Zäkärin      | CCC Team          | + 2' 34"    |
| 8. | Davide Formolo     | UAE Team Emirates | + 2' 39"    |
| 9. | Diego Ulissi       | UAE Team Emirates | + 2' 47"    |
| 10. | Víctor de la Parte | CCC Team          | + 2' 51"    |

### 6:e etappen
- Inställd på grund av covid-19-pandemin.

### 7:e etappen
- Inställd på grund av covid-19-pandemin.

## Resultat

### Sammanlagt
| \| Totaltävlingen \| Totaltävlingen \| Totaltävlingen \| Totaltävlingen \| Totaltävlingen \| \| Cyklist \| Cyklist \| Lag \| Tid \| \| \| -------------- \| ------------------ \| ----------------- \| -------------- \| -------------- \| \| 1. \| Adam Yates \| Mitchelton-Scott \| 20t 35' 04" \| \| \| 2. \| Tadej Pogačar \| UAE Team Emirates \| + 1' 01" \| \| \| 3. \| Alexej Lutsenko \| Astana \| + 1' 33" \| \| \| 4. \| David Gaudu \| Groupama-FDJ \| + 1' 48" \| \| \| 5. \| Rafał Majka \| Bora-Hansgrohe \| + 2' 11" \| \| \| 6. \| Wilco Kelderman \| Team Sunweb \| + 2' 34" \| \| \| 7. \| İlnur Zäkärin \| CCC Team \| + 2' 34" \| \| \| 8. \| Davide Formolo \| UAE Team Emirates \| + 2' 39" \| \| \| 9. \| Diego Ulissi \| UAE Team Emirates \| + 2' 47" \| \| \| 10. \| Víctor de la Parte \| CCC Team \| + 2' 51" \| \| |                    |                   |             |
| |                    |                   |             |
| Källa: ProCyclingStats |                    |                   |             |
| Totaltävlingen |                    |                   |             |
| Cyklist | Cyklist            | Lag               | Tid         |
| 1. | Adam Yates         | Mitchelton-Scott  | 20t 35' 04" |
| 2. | Tadej Pogačar      | UAE Team Emirates | + 1' 01"    |
| 3. | Alexej Lutsenko    | Astana            | + 1' 33"    |
| 4. | David Gaudu        | Groupama-FDJ      | + 1' 48"    |
| 5. | Rafał Majka        | Bora-Hansgrohe    | + 2' 11"    |
| 6. | Wilco Kelderman    | Team Sunweb       | + 2' 34"    |
| 7. | İlnur Zäkärin      | CCC Team          | + 2' 34"    |
| 8. | Davide Formolo     | UAE Team Emirates | + 2' 39"    |
| 9. | Diego Ulissi       | UAE Team Emirates | + 2' 47"    |
| 10. | Víctor de la Parte | CCC Team          | + 2' 51"    |

### Övriga tävlingar
| Poängtävlingen | Poängtävlingen     | Poängtävlingen        | Poängtävlingen | Poängtävlingen |
| Cyklist        | Cyklist            | Lag                   | Poäng          |                |
| -------------- | ------------------ | --------------------- | -------------- | -------------- |
| 1.             | Caleb Ewan         | Lotto-Soudal          | 43 poäng       |                |
| 2.             | Veljko Stojnić     | Vini Zabù-KTM         | 42 poäng       |                |
| 3.             | Tadej Pogačar      | UAE Team Emirates     | 39 poäng       |                |
| 4.             | Adam Yates         | Mitchelton-Scott      | 35 poäng       |                |
| 5.             | Alexej Lutsenko    | Astana                | 33 poäng       |                |
| 6.             | Pascal Ackermann   | Bora-Hansgrohe        | 32 poäng       |                |
| 7.             | Dylan Groenewegen  | Jumbo-Visma           | 29 poäng       |                |
| 8.             | Sam Bennett        | Deceuninck-Quick Step | 25 poäng       |                |
| 9.             | Leonardo Tortomasi | Vini Zabù-KTM         | 21 poäng       |                |
| 10.            | David Gaudu        | Groupama-FDJ          | 19 poäng       |                |

| Poängtävlingen | Poängtävlingen     | Poängtävlingen        | Poängtävlingen | Poängtävlingen |
| Cyklist        | Cyklist            | Lag                   | Poäng          |                |
| -------------- | ------------------ | --------------------- | -------------- | -------------- |
| 1.             | Caleb Ewan         | Lotto-Soudal          | 43 poäng       |                |
| 2.             | Veljko Stojnić     | Vini Zabù-KTM         | 42 poäng       |                |
| 3.             | Tadej Pogačar      | UAE Team Emirates     | 39 poäng       |                |
| 4.             | Adam Yates         | Mitchelton-Scott      | 35 poäng       |                |
| 5.             | Alexej Lutsenko    | Astana                | 33 poäng       |                |
| 6.             | Pascal Ackermann   | Bora-Hansgrohe        | 32 poäng       |                |
| 7.             | Dylan Groenewegen  | Jumbo-Visma           | 29 poäng       |                |
| 8.             | Sam Bennett        | Deceuninck-Quick Step | 25 poäng       |                |
| 9.             | Leonardo Tortomasi | Vini Zabù-KTM         | 21 poäng       |                |
| 10.            | David Gaudu        | Groupama-FDJ          | 19 poäng       |                |

| Sprinttävlingen | Sprinttävlingen    | Sprinttävlingen       | Sprinttävlingen | Sprinttävlingen |
| Cyklist         | Cyklist            | Lag                   | Poäng           |                 |
| --------------- | ------------------ | --------------------- | --------------- | --------------- |
| 1.              | Veljko Stojnić     | Vini Zabù-KTM         | 42 poäng        |                 |
| 2.              | Leonardo Tortomasi | Vini Zabù-KTM         | 21 poäng        |                 |
| 3.              | Christian Scaroni  | Gazprom-RusVelo       | 15 poäng        |                 |
| 4.              | Andrea Garosio     | Vini Zabù-KTM         | 13 poäng        |                 |
| 5.              | William Clarke     | Trek-Segafredo        | 13 poäng        |                 |
| 6.              | Jasper De Buyst    | Lotto-Soudal          | 10 poäng        |                 |
| 7.              | Victor Campenaerts | NTT Pro Cycling       | 9 poäng         |                 |
| 8.              | Umberto Marengo    | Vini Zabù-KTM         | 9 poäng         |                 |
| 9.              | Nicolai Cherkasov  | Gazprom-RusVelo       | 8 poäng         |                 |
| 10.             | Stijn Steels       | Deceuninck-Quick Step | 6 poäng         |                 |

| Sprinttävlingen | Sprinttävlingen    | Sprinttävlingen       | Sprinttävlingen | Sprinttävlingen |
| Cyklist         | Cyklist            | Lag                   | Poäng           |                 |
| --------------- | ------------------ | --------------------- | --------------- | --------------- |
| 1.              | Veljko Stojnić     | Vini Zabù-KTM         | 42 poäng        |                 |
| 2.              | Leonardo Tortomasi | Vini Zabù-KTM         | 21 poäng        |                 |
| 3.              | Christian Scaroni  | Gazprom-RusVelo       | 15 poäng        |                 |
| 4.              | Andrea Garosio     | Vini Zabù-KTM         | 13 poäng        |                 |
| 5.              | William Clarke     | Trek-Segafredo        | 13 poäng        |                 |
| 6.              | Jasper De Buyst    | Lotto-Soudal          | 10 poäng        |                 |
| 7.              | Victor Campenaerts | NTT Pro Cycling       | 9 poäng         |                 |
| 8.              | Umberto Marengo    | Vini Zabù-KTM         | 9 poäng         |                 |
| 9.              | Nicolai Cherkasov  | Gazprom-RusVelo       | 8 poäng         |                 |
| 10.             | Stijn Steels       | Deceuninck-Quick Step | 6 poäng         |                 |

| Ungdomstävlingen | Ungdomstävlingen  | Ungdomstävlingen  | Ungdomstävlingen | Ungdomstävlingen |
| Cyklist          | Cyklist           | Lag               | Tid              |                  |
| ---------------- | ----------------- | ----------------- | ---------------- | ---------------- |
| 1.               | Tadej Pogačar     | UAE Team Emirates | 20t 36' 05"      |                  |
| 2.               | David Gaudu       | Groupama-FDJ      | + 47"            |                  |
| 3.               | Edward Dunbar     | Team Ineos        | + 1' 57"         |                  |
| 4.               | Niklas Eg         | Trek-Segafredo    | + 2' 35"         |                  |
| 5.               | Óscar Rodríguez   | Astana            | + 4' 16"         |                  |
| 6.               | Jaakko Hänninen   | AG2R La Mondiale  | + 4' 44"         |                  |
| 7.               | Jai Hindley       | Team Sunweb       | + 5' 19"         |                  |
| 8.               | Héctor Carretero  | Movistar Team     | + 5' 39"         |                  |
| 9.               | Florian Stork     | Team Sunweb       | + 6' 44"         |                  |
| 10.              | Lorenzo Fortunato | Vini Zabù-KTM     | + 10' 22"        |                  |

| Ungdomstävlingen | Ungdomstävlingen  | Ungdomstävlingen  | Ungdomstävlingen | Ungdomstävlingen |
| Cyklist          | Cyklist           | Lag               | Tid              |                  |
| ---------------- | ----------------- | ----------------- | ---------------- | ---------------- |
| 1.               | Tadej Pogačar     | UAE Team Emirates | 20t 36' 05"      |                  |
| 2.               | David Gaudu       | Groupama-FDJ      | + 47"            |                  |
| 3.               | Edward Dunbar     | Team Ineos        | + 1' 57"         |                  |
| 4.               | Niklas Eg         | Trek-Segafredo    | + 2' 35"         |                  |
| 5.               | Óscar Rodríguez   | Astana            | + 4' 16"         |                  |
| 6.               | Jaakko Hänninen   | AG2R La Mondiale  | + 4' 44"         |                  |
| 7.               | Jai Hindley       | Team Sunweb       | + 5' 19"         |                  |
| 8.               | Héctor Carretero  | Movistar Team     | + 5' 39"         |                  |
| 9.               | Florian Stork     | Team Sunweb       | + 6' 44"         |                  |
| 10.              | Lorenzo Fortunato | Vini Zabù-KTM     | + 10' 22"        |                  |

| Lagtävlingen | Lagtävlingen      | Lagtävlingen | Lagtävlingen |
| Lag          | Lag               | Tid          |              |
| ------------ | ----------------- | ------------ | ------------ |
| 1.           | UAE Team Emirates | 61t 51' 55"  |              |
| 2.           | Astana            | + 3' 25"     |              |
| 3.           | CCC Team          | + 5' 22"     |              |
| 4.           | Trek-Segafredo    | + 7' 04"     |              |
| 5.           | AG2R La Mondiale  | + 7' 55"     |              |
| 6.           | NTT Pro Cycling   | + 8' 09"     |              |
| 7.           | Team Sunweb       | + 9' 26"     |              |
| 8.           | Movistar Team     | + 10' 27"    |              |
| 9.           | Cofidis           | + 11' 56"    |              |
| 10.          | Bora-Hansgrohe    | + 12' 38"    |              |

| Lagtävlingen | Lagtävlingen      | Lagtävlingen | Lagtävlingen |
| Lag          | Lag               | Tid          |              |
| ------------ | ----------------- | ------------ | ------------ |
| 1.           | UAE Team Emirates | 61t 51' 55"  |              |
| 2.           | Astana            | + 3' 25"     |              |
| 3.           | CCC Team          | + 5' 22"     |              |
| 4.           | Trek-Segafredo    | + 7' 04"     |              |
| 5.           | AG2R La Mondiale  | + 7' 55"     |              |
| 6.           | NTT Pro Cycling   | + 8' 09"     |              |
| 7.           | Team Sunweb       | + 9' 26"     |              |
| 8.           | Movistar Team     | + 10' 27"    |              |
| 9.           | Cofidis           | + 11' 56"    |              |
| 10.          | Bora-Hansgrohe    | + 12' 38"    |              |

## Startlista
| AG2R La Mondiale ALM | AG2R La Mondiale ALM    | AG2R La Mondiale ALM |
| -------------------- | ----------------------- | -------------------- |
| #                    | Cyklist                 | Placering            |
| 1                    | François Bidard (FRA)   | 31.                  |
| 2                    | Geoffrey Bouchard (FRA) | 18.                  |
| 3                    | Clément Chevrier (FRA)  | 34.                  |
| 4                    | Andrea Vendrame (ITA)   | 54.                  |
| 5                    | Jaakko Hänninen (FIN)   | 25.                  |
| 6                    | Quentin Jauregui (FRA)  | 39.                  |
| 7                    | Lawrence Warbasse (USA) | 37.                  |

| Astana AST | Astana AST                       | Astana AST |
| ---------- | -------------------------------- | ---------- |
| #          | Cyklist                          | Placering  |
| 11         | Alexej Lutsenko (KAZ) (landsväg) | 3.         |
| 12         | Hernando Bohórquez (COL)         | 38.        |
| 13         | Omar Fraile (ESP)                | 66.        |
| 14         | Gorka Izagirre (ESP)             | 20.        |
| 15         | Merhawi Kudus (ERI)              | 26.        |
| 16         | Óscar Rodríguez (ESP)            | 23.        |
| 17         | Jonas Gregaard (DEN)             | 81.        |

| Bahrain McLaren TBM | Bahrain McLaren TBM    | Bahrain McLaren TBM |
| ------------------- | ---------------------- | ------------------- |
| #                   | Cyklist                | Placering           |
| 21                  | Mark Cavendish (GBR)   | 116.                |
| 22                  | Yukiya Arashiro (JPN)  | 49.                 |
| 23                  | Enrico Battaglin (ITA) | 92.                 |
| 24                  | Eros Capecchi (ITA)    | 35.                 |
| 25                  | Marco Haller (AUT)     | 96.                 |
| 26                  | Wout Poels (NED)       | 21.                 |
| 27                  | Rafa Valls (ESP)       | 44.                 |

| Bora-Hansgrohe BOH | Bora-Hansgrohe BOH              | Bora-Hansgrohe BOH |
| ------------------ | ------------------------------- | ------------------ |
| #                  | Cyklist                         | Placering          |
| 31                 | Pascal Ackermann (GER)          | 132.               |
| 32                 | Emanuel Buchmann (GER)          | DNS-4              |
| 33                 | Patrick Konrad (AUT) (landsväg) | 13.                |
| 34                 | Rafał Majka (POL)               | 5.                 |
| 35                 | Gregor Mühlberger (AUT)         | 58.                |
| 36                 | Michael Schwarzmann (GER)       | 125.               |
| 37                 | Rüdiger Selig (GER)             | 130.               |

| CCC Team CCC | CCC Team CCC                 | CCC Team CCC |
| ------------ | ---------------------------- | ------------ |
| #            | Cyklist                      | Placering    |
| 41           | İlnur Zäkärin (RUS)          | 7.           |
| 42           | Víctor de la Parte (ESP)     | 10.          |
| 43           | Kamil Gradek (POL)           | 77.          |
| 44           | Jan Hirt (CZE)               | 62.          |
| 45           | Pavel Kotjetkov (RUS)        | 30.          |
| 46           | Jakub Mareczko (ITA)         | 119.         |
| 47           | Francisco José Ventoso (ESP) | 97.          |

| Cofidis COF | Cofidis COF             | Cofidis COF |
| ----------- | ----------------------- | ----------- |
| #           | Cyklist                 | Placering   |
| 51          | Jesús Herrada (ESP)     | 16.         |
| 52          | Natnael Berhane (ERI)   | 40.         |
| 53          | Nathan Haas (AUS)       | 103.        |
| 54          | Jesper Hansen (DEN)     | 53.         |
| 55          | José Herrada (ESP)      | 50.         |
| 56          | Stéphane Rossetto (FRA) | 73.         |
| 57          | Attilio Viviani (ITA)   | 118.        |

| Deceuninck-Quick Step DQT | Deceuninck-Quick Step DQT       | Deceuninck-Quick Step DQT |
| ------------------------- | ------------------------------- | ------------------------- |
| #                         | Cyklist                         | Placering                 |
| 61                        | Sam Bennett (IRL) (landsväg)    | 105.                      |
| 62                        | Shane Archbold (NZL) (landsväg) | 109.                      |
| 63                        | Mattia Cattaneo (ITA)           | 45.                       |
| 64                        | James Knox (GBR)                | 55.                       |
| 65                        | Michael Mørkøv (DEN) (landsväg) | DNS-5                     |
| 66                        | Pieter Serry (BEL)              | 32.                       |
| 67                        | Stijn Steels (BEL)              | 107.                      |

| Groupama-FDJ GFC | Groupama-FDJ GFC          | Groupama-FDJ GFC |
| ---------------- | ------------------------- | ---------------- |
| #                | Cyklist                   | Placering        |
| 71               | Arnaud Démare (FRA)       | 90.              |
| 72               | David Gaudu (FRA)         | 4.               |
| 73               | Jacopo Guarnieri (ITA)    | 115.             |
| 74               | Ignatas Konovalovas (LTU) | 104.             |
| 75               | Miles Scotson (AUS)       | DNS-2            |
| 76               | Bruno Armirail (FRA)      | 33.              |
| 77               | Ramon Sinkeldam (NED)     | 82.              |

| Israel Start-Up Nation ISN | Israel Start-Up Nation ISN | Israel Start-Up Nation ISN |
| -------------------------- | -------------------------- | -------------------------- |
| #                          | Cyklist                    | Placering                  |
| 81                         | Rudy Barbier (FRA)         | 133.                       |
| 82                         | Matthias Brändle (AUT)     | 123.                       |
| 83                         | Alexander Cataford (CAN)   | 68.                        |
| 84                         | Alex Dowsett (GBR)         | 94.                        |
| 85                         | Omer Goldstein (ISR)       | 52.                        |
| 86                         | Daniel Navarro (ESP)       | 17.                        |
| 87                         | Rick Zabel (GER)           | 75.                        |

| Lotto-Soudal LTS | Lotto-Soudal LTS         | Lotto-Soudal LTS |
| ---------------- | ------------------------ | ---------------- |
| #                | Cyklist                  | Placering        |
| 91               | Caleb Ewan (AUS)         | 95.              |
| 92               | Steff Cras (BEL)         | DNF-4            |
| 93               | Jasper De Buyst (BEL)    | 98.              |
| 94               | Carl Fredrik Hagen (NOR) | 51.              |
| 95               | Adam Hansen (AUS)        | 102.             |
| 96               | Rémy Mertz (BEL)         | 100.             |
| 97               | Tosh Van der Sande (BEL) | 93.              |

| Mitchelton-Scott MTS | Mitchelton-Scott MTS  | Mitchelton-Scott MTS |
| -------------------- | --------------------- | -------------------- |
| #                    | Cyklist               | Placering            |
| 101                  | Adam Yates (GBR)      | 1.                   |
| 102                  | Jack Bauer (NZL)      | 91.                  |
| 103                  | Tsgabu Grmay (ETH)    | 60.                  |
| 104                  | Kaden Groves (AUS)    | 126.                 |
| 105                  | Michael Hepburn (AUS) | 84.                  |
| 106                  | Luka Mezgec (SLO)     | 88.                  |
| 107                  | Callum Scotson (AUS)  | 131.                 |

| Movistar Team MOV | Movistar Team MOV                   | Movistar Team MOV |
| ----------------- | ----------------------------------- | ----------------- |
| #                 | Cyklist                             | Placering         |
| 111               | Alejandro Valverde (ESP) (landsväg) | 12.               |
| 112               | Héctor Carretero (ESP)              | 29.               |
| 113               | Dario Cataldo (ITA)                 | 64.               |
| 114               | Iñigo Elosegui (ESP)                | 83.               |
| 115               | Albert Torres Barceló (ESP)         | 121.              |
| 116               | José Joaquín Rojas (ESP)            | 47.               |
| 117               | Sergio Samitier (ESP)               | 61.               |

| NTT Pro Cycling NTT | NTT Pro Cycling NTT             | NTT Pro Cycling NTT |
| ------------------- | ------------------------------- | ------------------- |
| #                   | Cyklist                         | Placering           |
| 121                 | Domenico Pozzovivo (ITA)        | 14.                 |
| 122                 | Victor Campenaerts (BEL)        | 43.                 |
| 123                 | Michael Carbel Svendgaard (DEN) | 110.                |
| 124                 | Stefan de Bod (RSA)             | DNS-4               |
| 125                 | Jay Robert Thomson (RSA)        | DNS-4               |
| 126                 | Max Walscheid (GER)             | 122.                |
| 127                 | Danilo Wyss (SUI)               | 63.                 |

| Team Ineos INS | Team Ineos INS         | Team Ineos INS |
| -------------- | ---------------------- | -------------- |
| #              | Cyklist                | Placering      |
| 131            | Chris Froome (GBR)     | 71.            |
| 132            | Andrey Amador (CRC)    | 65.            |
| 133            | Edward Dunbar (IRL)    | 11.            |
| 134            | Michał Gołaś (POL)     | 79.            |
| 135            | Christian Knees (GER)  | 78.            |
| 136            | Salvatore Puccio (ITA) | 69.            |
| 137            | Carlos Rodríguez (ESP) | 72.            |

| Jumbo-Visma TJV | Jumbo-Visma TJV           | Jumbo-Visma TJV |
| --------------- | ------------------------- | --------------- |
| #               | Cyklist                   | Placering       |
| 141             | Dylan Groenewegen (NED)   | 113.            |
| 142             | Koen Bouwman (NED)        | 24.             |
| 143             | Jos van Emden (NED)       | 74.             |
| 144             | Tony Martin (GER)         | 99.             |
| 145             | Christoph Pfingsten (GER) | 86.             |
| 146             | Laurens De Plus (BEL)     | DNS-2           |
| 147             | Timo Roosen (NED)         | 76.             |

| Team Sunweb SUN | Team Sunweb SUN              | Team Sunweb SUN |
| --------------- | ---------------------------- | --------------- |
| #               | Cyklist                      | Placering       |
| 151             | Wilco Kelderman (NED)        | 6.              |
| 152             | Asbjørn Kragh Andersen (DEN) | 112.            |
| 153             | Alberto Dainese (ITA)        | 124.            |
| 154             | Jai Hindley (AUS)            | 28.             |
| 155             | Max Kanter (GER)             | 85.             |
| 156             | Robert Power (AUS)           | 48.             |
| 157             | Florian Stork (GER)          | 36.             |

| Trek-Segafredo TFS | Trek-Segafredo TFS       | Trek-Segafredo TFS |
| ------------------ | ------------------------ | ------------------ |
| #                  | Cyklist                  | Placering          |
| 161                | Giulio Ciccone (ITA)     | 19.                |
| 162                | Gianluca Brambilla (ITA) | 22.                |
| 163                | William Clarke (AUS)     | 101.               |
| 164                | Nicola Conci (ITA)       | 59.                |
| 165                | Niklas Eg (DEN)          | 15.                |
| 166                | Charlie Quaterman (GBR)  | 120.               |
| 167                | Kiel Reijnen (USA)       | 89.                |

| UAE Team Emirates UAD | UAE Team Emirates UAD                | UAE Team Emirates UAD |
| --------------------- | ------------------------------------ | --------------------- |
| #                     | Cyklist                              | Placering             |
| 171                   | Tadej Pogačar (SLO)                  | 2.                    |
| 172                   | Sven Erik Bystrøm (NOR)              | 57.                   |
| 173                   | Davide Formolo (ITA) (landsväg)      | 8.                    |
| 174                   | Fernando Gaviria (COL)               | 111.                  |
| 175                   | Maximiliano Richeze (ARG) (landsväg) | 117.                  |
| 176                   | Oliviero Troia (ITA)                 | 129.                  |
| 177                   | Diego Ulissi (ITA)                   | 9.                    |

| Gazprom-RusVelo GAZ | Gazprom-RusVelo GAZ      | Gazprom-RusVelo GAZ |
| ------------------- | ------------------------ | ------------------- |
| #                   | Cyklist                  | Placering           |
| 181                 | Sergej Tjernetskij (RUS) | 27.                 |
| 182                 | Imerio Cima (ITA)        | 128.                |
| 183                 | Nicolai Cherkasov (RUS)  | 56.                 |
| 184                 | Vladislav Kulikov (RUS)  | 67.                 |
| 185                 | Christian Scaroni (ITA)  | 108.                |
| 186                 | Dmitry Strakhov (RUS)    | 70.                 |
| 187                 | Igor Boev (RUS)          | 114.                |

| Vini Zabù-KTM THR | Vini Zabù-KTM THR        | Vini Zabù-KTM THR |
| ----------------- | ------------------------ | ----------------- |
| #                 | Cyklist                  | Placering         |
| 191               | Giovanni Visconti (ITA)  | 42.               |
| 192               | Andrea Garosio (ITA)     | 41.               |
| 193               | Leonardo Tortomasi (ITA) | 106.              |
| 194               | Umberto Marengo (ITA)    | 87.               |
| 195               | Veljko Stojnić (SRB)     | 127.              |
| 196               | Lorenzo Fortunato (ITA)  | 46.               |
| 197               | James Mitri (NZL)        | 80.               |

| AG2R La Mondiale ALM | AG2R La Mondiale ALM    | AG2R La Mondiale ALM |
| -------------------- | ----------------------- | -------------------- |
| #                    | Cyklist                 | Placering            |
| 1                    | François Bidard (FRA)   | 31.                  |
| 2                    | Geoffrey Bouchard (FRA) | 18.                  |
| 3                    | Clément Chevrier (FRA)  | 34.                  |
| 4                    | Andrea Vendrame (ITA)   | 54.                  |
| 5                    | Jaakko Hänninen (FIN)   | 25.                  |
| 6                    | Quentin Jauregui (FRA)  | 39.                  |
| 7                    | Lawrence Warbasse (USA) | 37.                  |

| Astana AST | Astana AST                       | Astana AST |
| ---------- | -------------------------------- | ---------- |
| #          | Cyklist                          | Placering  |
| 11         | Alexej Lutsenko (KAZ) (landsväg) | 3.         |
| 12         | Hernando Bohórquez (COL)         | 38.        |
| 13         | Omar Fraile (ESP)                | 66.        |
| 14         | Gorka Izagirre (ESP)             | 20.        |
| 15         | Merhawi Kudus (ERI)              | 26.        |
| 16         | Óscar Rodríguez (ESP)            | 23.        |
| 17         | Jonas Gregaard (DEN)             | 81.        |

| Bahrain McLaren TBM | Bahrain McLaren TBM    | Bahrain McLaren TBM |
| ------------------- | ---------------------- | ------------------- |
| #                   | Cyklist                | Placering           |
| 21                  | Mark Cavendish (GBR)   | 116.                |
| 22                  | Yukiya Arashiro (JPN)  | 49.                 |
| 23                  | Enrico Battaglin (ITA) | 92.                 |
| 24                  | Eros Capecchi (ITA)    | 35.                 |
| 25                  | Marco Haller (AUT)     | 96.                 |
| 26                  | Wout Poels (NED)       | 21.                 |
| 27                  | Rafa Valls (ESP)       | 44.                 |

| Bora-Hansgrohe BOH | Bora-Hansgrohe BOH              | Bora-Hansgrohe BOH |
| ------------------ | ------------------------------- | ------------------ |
| #                  | Cyklist                         | Placering          |
| 31                 | Pascal Ackermann (GER)          | 132.               |
| 32                 | Emanuel Buchmann (GER)          | DNS-4              |
| 33                 | Patrick Konrad (AUT) (landsväg) | 13.                |
| 34                 | Rafał Majka (POL)               | 5.                 |
| 35                 | Gregor Mühlberger (AUT)         | 58.                |
| 36                 | Michael Schwarzmann (GER)       | 125.               |
| 37                 | Rüdiger Selig (GER)             | 130.               |

| CCC Team CCC | CCC Team CCC                 | CCC Team CCC |
| ------------ | ---------------------------- | ------------ |
| #            | Cyklist                      | Placering    |
| 41           | İlnur Zäkärin (RUS)          | 7.           |
| 42           | Víctor de la Parte (ESP)     | 10.          |
| 43           | Kamil Gradek (POL)           | 77.          |
| 44           | Jan Hirt (CZE)               | 62.          |
| 45           | Pavel Kotjetkov (RUS)        | 30.          |
| 46           | Jakub Mareczko (ITA)         | 119.         |
| 47           | Francisco José Ventoso (ESP) | 97.          |

| Cofidis COF | Cofidis COF             | Cofidis COF |
| ----------- | ----------------------- | ----------- |
| #           | Cyklist                 | Placering   |
| 51          | Jesús Herrada (ESP)     | 16.         |
| 52          | Natnael Berhane (ERI)   | 40.         |
| 53          | Nathan Haas (AUS)       | 103.        |
| 54          | Jesper Hansen (DEN)     | 53.         |
| 55          | José Herrada (ESP)      | 50.         |
| 56          | Stéphane Rossetto (FRA) | 73.         |
| 57          | Attilio Viviani (ITA)   | 118.        |

| Deceuninck-Quick Step DQT | Deceuninck-Quick Step DQT       | Deceuninck-Quick Step DQT |
| ------------------------- | ------------------------------- | ------------------------- |
| #                         | Cyklist                         | Placering                 |
| 61                        | Sam Bennett (IRL) (landsväg)    | 105.                      |
| 62                        | Shane Archbold (NZL) (landsväg) | 109.                      |
| 63                        | Mattia Cattaneo (ITA)           | 45.                       |
| 64                        | James Knox (GBR)                | 55.                       |
| 65                        | Michael Mørkøv (DEN) (landsväg) | DNS-5                     |
| 66                        | Pieter Serry (BEL)              | 32.                       |
| 67                        | Stijn Steels (BEL)              | 107.                      |

| Groupama-FDJ GFC | Groupama-FDJ GFC          | Groupama-FDJ GFC |
| ---------------- | ------------------------- | ---------------- |
| #                | Cyklist                   | Placering        |
| 71               | Arnaud Démare (FRA)       | 90.              |
| 72               | David Gaudu (FRA)         | 4.               |
| 73               | Jacopo Guarnieri (ITA)    | 115.             |
| 74               | Ignatas Konovalovas (LTU) | 104.             |
| 75               | Miles Scotson (AUS)       | DNS-2            |
| 76               | Bruno Armirail (FRA)      | 33.              |
| 77               | Ramon Sinkeldam (NED)     | 82.              |

| Israel Start-Up Nation ISN | Israel Start-Up Nation ISN | Israel Start-Up Nation ISN |
| -------------------------- | -------------------------- | -------------------------- |
| #                          | Cyklist                    | Placering                  |
| 81                         | Rudy Barbier (FRA)         | 133.                       |
| 82                         | Matthias Brändle (AUT)     | 123.                       |
| 83                         | Alexander Cataford (CAN)   | 68.                        |
| 84                         | Alex Dowsett (GBR)         | 94.                        |
| 85                         | Omer Goldstein (ISR)       | 52.                        |
| 86                         | Daniel Navarro (ESP)       | 17.                        |
| 87                         | Rick Zabel (GER)           | 75.                        |

| Lotto-Soudal LTS | Lotto-Soudal LTS         | Lotto-Soudal LTS |
| ---------------- | ------------------------ | ---------------- |
| #                | Cyklist                  | Placering        |
| 91               | Caleb Ewan (AUS)         | 95.              |
| 92               | Steff Cras (BEL)         | DNF-4            |
| 93               | Jasper De Buyst (BEL)    | 98.              |
| 94               | Carl Fredrik Hagen (NOR) | 51.              |
| 95               | Adam Hansen (AUS)        | 102.             |
| 96               | Rémy Mertz (BEL)         | 100.             |
| 97               | Tosh Van der Sande (BEL) | 93.              |

| Mitchelton-Scott MTS | Mitchelton-Scott MTS  | Mitchelton-Scott MTS |
| -------------------- | --------------------- | -------------------- |
| #                    | Cyklist               | Placering            |
| 101                  | Adam Yates (GBR)      | 1.                   |
| 102                  | Jack Bauer (NZL)      | 91.                  |
| 103                  | Tsgabu Grmay (ETH)    | 60.                  |
| 104                  | Kaden Groves (AUS)    | 126.                 |
| 105                  | Michael Hepburn (AUS) | 84.                  |
| 106                  | Luka Mezgec (SLO)     | 88.                  |
| 107                  | Callum Scotson (AUS)  | 131.                 |

| Movistar Team MOV | Movistar Team MOV                   | Movistar Team MOV |
| ----------------- | ----------------------------------- | ----------------- |
| #                 | Cyklist                             | Placering         |
| 111               | Alejandro Valverde (ESP) (landsväg) | 12.               |
| 112               | Héctor Carretero (ESP)              | 29.               |
| 113               | Dario Cataldo (ITA)                 | 64.               |
| 114               | Iñigo Elosegui (ESP)                | 83.               |
| 115               | Albert Torres Barceló (ESP)         | 121.              |
| 116               | José Joaquín Rojas (ESP)            | 47.               |
| 117               | Sergio Samitier (ESP)               | 61.               |

| NTT Pro Cycling NTT | NTT Pro Cycling NTT             | NTT Pro Cycling NTT |
| ------------------- | ------------------------------- | ------------------- |
| #                   | Cyklist                         | Placering           |
| 121                 | Domenico Pozzovivo (ITA)        | 14.                 |
| 122                 | Victor Campenaerts (BEL)        | 43.                 |
| 123                 | Michael Carbel Svendgaard (DEN) | 110.                |
| 124                 | Stefan de Bod (RSA)             | DNS-4               |
| 125                 | Jay Robert Thomson (RSA)        | DNS-4               |
| 126                 | Max Walscheid (GER)             | 122.                |
| 127                 | Danilo Wyss (SUI)               | 63.                 |

| Team Ineos INS | Team Ineos INS         | Team Ineos INS |
| -------------- | ---------------------- | -------------- |
| #              | Cyklist                | Placering      |
| 131            | Chris Froome (GBR)     | 71.            |
| 132            | Andrey Amador (CRC)    | 65.            |
| 133            | Edward Dunbar (IRL)    | 11.            |
| 134            | Michał Gołaś (POL)     | 79.            |
| 135            | Christian Knees (GER)  | 78.            |
| 136            | Salvatore Puccio (ITA) | 69.            |
| 137            | Carlos Rodríguez (ESP) | 72.            |

| Jumbo-Visma TJV | Jumbo-Visma TJV           | Jumbo-Visma TJV |
| --------------- | ------------------------- | --------------- |
| #               | Cyklist                   | Placering       |
| 141             | Dylan Groenewegen (NED)   | 113.            |
| 142             | Koen Bouwman (NED)        | 24.             |
| 143             | Jos van Emden (NED)       | 74.             |
| 144             | Tony Martin (GER)         | 99.             |
| 145             | Christoph Pfingsten (GER) | 86.             |
| 146             | Laurens De Plus (BEL)     | DNS-2           |
| 147             | Timo Roosen (NED)         | 76.             |

| Team Sunweb SUN | Team Sunweb SUN              | Team Sunweb SUN |
| --------------- | ---------------------------- | --------------- |
| #               | Cyklist                      | Placering       |
| 151             | Wilco Kelderman (NED)        | 6.              |
| 152             | Asbjørn Kragh Andersen (DEN) | 112.            |
| 153             | Alberto Dainese (ITA)        | 124.            |
| 154             | Jai Hindley (AUS)            | 28.             |
| 155             | Max Kanter (GER)             | 85.             |
| 156             | Robert Power (AUS)           | 48.             |
| 157             | Florian Stork (GER)          | 36.             |

| Trek-Segafredo TFS | Trek-Segafredo TFS       | Trek-Segafredo TFS |
| ------------------ | ------------------------ | ------------------ |
| #                  | Cyklist                  | Placering          |
| 161                | Giulio Ciccone (ITA)     | 19.                |
| 162                | Gianluca Brambilla (ITA) | 22.                |
| 163                | William Clarke (AUS)     | 101.               |
| 164                | Nicola Conci (ITA)       | 59.                |
| 165                | Niklas Eg (DEN)          | 15.                |
| 166                | Charlie Quaterman (GBR)  | 120.               |
| 167                | Kiel Reijnen (USA)       | 89.                |

| UAE Team Emirates UAD | UAE Team Emirates UAD                | UAE Team Emirates UAD |
| --------------------- | ------------------------------------ | --------------------- |
| #                     | Cyklist                              | Placering             |
| 171                   | Tadej Pogačar (SLO)                  | 2.                    |
| 172                   | Sven Erik Bystrøm (NOR)              | 57.                   |
| 173                   | Davide Formolo (ITA) (landsväg)      | 8.                    |
| 174                   | Fernando Gaviria (COL)               | 111.                  |
| 175                   | Maximiliano Richeze (ARG) (landsväg) | 117.                  |
| 176                   | Oliviero Troia (ITA)                 | 129.                  |
| 177                   | Diego Ulissi (ITA)                   | 9.                    |

| Gazprom-RusVelo GAZ | Gazprom-RusVelo GAZ      | Gazprom-RusVelo GAZ |
| ------------------- | ------------------------ | ------------------- |
| #                   | Cyklist                  | Placering           |
| 181                 | Sergej Tjernetskij (RUS) | 27.                 |
| 182                 | Imerio Cima (ITA)        | 128.                |
| 183                 | Nicolai Cherkasov (RUS)  | 56.                 |
| 184                 | Vladislav Kulikov (RUS)  | 67.                 |
| 185                 | Christian Scaroni (ITA)  | 108.                |
| 186                 | Dmitry Strakhov (RUS)    | 70.                 |
| 187                 | Igor Boev (RUS)          | 114.                |

| Vini Zabù-KTM THR | Vini Zabù-KTM THR        | Vini Zabù-KTM THR |
| ----------------- | ------------------------ | ----------------- |
| #                 | Cyklist                  | Placering         |
| 191               | Giovanni Visconti (ITA)  | 42.               |
| 192               | Andrea Garosio (ITA)     | 41.               |
| 193               | Leonardo Tortomasi (ITA) | 106.              |
| 194               | Umberto Marengo (ITA)    | 87.               |
| 195               | Veljko Stojnić (SRB)     | 127.              |
| 196               | Lorenzo Fortunato (ITA)  | 46.               |
| 197               | James Mitri (NZL)        | 80.               |

Förklaringar
DNF = Fullföljde inte, OTL = Utanför tidsgränsen, DNS = Startade inte, DSQ = Diskvalificerad